# Елджей
Елдже́й (справжнє ім'я — Олексі́й Костянти́нович Узеню́к; 9 липня 1994, Новосибірськ, Росія) — російський хіп-хоп и поп-виконавець.

## Біографія
Олексій Узенюк народився 9 липня 1994 року в Новосибірську. Починав кар'єру з запису кількох сольних хіп-хоп-альбомів. Дебютною сольною роботою репера став альбом «Бошки дымятся», випущений у 2014 році. У 2016 році вийшов альбом Елджея «Катакомбы». У 2017 році виходить спільний кліп «Елджей & Кравц - дисконнект», а за ним наступний повноформатний альбом Sayonara Boy. Зовнішній вигляд Елджея також зазнає змін, а новий стиль репера стає ближче до стилістики Zef і Die Antwoord.
Всеросійська популярність прийшла до Елджея у 2017 році, коли пісня «Розовое вино», записана разом з Feduk, стала одним з головних російськомовних хітів року. Кліп на пісню вийшов 14 листопада 2017 року і став причиною конфлікту між виконавцями через порядок імен в назві відеоролика: спочатку кліп опублікував Федук і його ім'я йшло першим у списку виконавців; протягом двох днів після публікації на YouTube ролик набрав два мільйони переглядів, а потім був заблокований; ще через день він був розблокований, першим в списку виконавців був Елджей. Пізніше Елджей заявив, що причиною блокування став не порядок імен виконавців, а претензії до корекції в відеокліпі. У розпал конфлікту блогер Ельдар Джарахов різко розкритикував у твіттері менеджмент Елджея, а фронтмен групи Little Big Ілля Прусікін заявив, що Елджей видав пісню, в якій він спочатку брав участь як запрошеного виконавця.
Трек «Рожеве вино» став найпопулярнішим у 2017 році на думку користувачів соціальної мережі «ВКонтакте». За рік пісню прослухали понад 200 мільйонів разів.
У 2018 році Елджей взяв участь в російському дубляжі мультфільму студії Disney «Ральф-руйнівник 2: Інтернетрі», в якому співак озвучив персонажа Спамлі.
У вересні 2019 року стало відомо про його весілля з Настею Івлєєвою.

## Дискографія
Альбоми й EP
- 2013 — «Гундёж» (разом із Мал)
- 2014 — «Бошки дымятся»
- 2015 — «Пушка» (EP)
- 2016 — «Катакомбы»
- 2016 — Sayonara Boy
- 2016 — «Библиотека» (EP)
- 2017 — Sayonara Boy ろ
- 2018 — Sayonara Boy X
- 2018 — Sayonara Boy ろ (Альбом-ремікс)
- 2018 — Sayonara Boy 143
- 2020 — Sayonara Boy Opal
- 2020 — Destructive Version (Альбом-ремікс)
- 2020 — GUILTY PLEASURE (EP)
- 2023 — Sayonara Boy

Сингли
- 2016 — «Тише тише» (з Олег Сміт)
- 2016 — «Некуда бежать» (з Олег Сміт)
- 2016 — «Дисконнект» (з Кравц)
- 2016 — «143»
- 2016 — «Залетаю домой»
- 2017 — «Что с моими глазами?»
- 2017 — «Bounce»
- 2017 — «Рваные джинсы»
- 2017 — «Ультрамариновые танцы»
- 2017 — «Розовое вино» (з Feduk)
- 2017 — «Hey, Guys»
- 2017 — «Минимал»
- 2018 — «Lego»
- 2018 — «Suzuki»
- 2018 — «360°»
- 2018 — «1love»
- 2018 — «Aqua» (& Sorta)
- 2018 — «Vrum Vrum»
- 2018 — «Sosedi» (з Коста Лакоста)
- 2019 — «8-bit 360°»
- 2019 — «Антидепрессанты»
- 2019 — «Sayonara Детка» (з Era Istrefi)
- 2020 — «Кровосток»
- 2020 — «Tamagotchi» (Бонус-сінгл)
- 2020 — «Cadillac» (з MORGENSHTERN)
- 2020 — «911»
- 2020 — «Lollipop» (з MORGENSHTERN)
- 2020 — «Lamborghini Countach»
- 2021 — «Wunder King»
- 2021 — «18+» (з Sorry Jesus)
- 2021 — «Bart Simpson»
- 2021 — «Candy Flip»
- 2021 — «Первая Полоса»
- 2021 — «Крестики - Нолики»
- 2021 —  SODA (з VACÍO)
- 2021 — «Она тебя любит» (з SLAVA MARLOW, The limba)
- 2021 — «Дом Периньон» (з Пошлая Молли)
- 2021 — URUS (з Rakhim)
- 2021 — «Мураками»
- 2021 — Unlock (з Rompasso)
- 2021 — «Чупа Чупс» (з Пошлая Молли)
- 2021 — «Пальма-де-Майорка» (з Therr Maitz)
- 2022 — «Meow» (з Kontra K)
- 2022 — Made in Italy
- 2022 — Бронежилет (з Коста Лакоста)
- 2022 —Форрест Гамп

### Відеографія
| Год  | Название          | При участии   | Альбом           | Режисер            |
| ---- | ----------------- | ------------- | ---------------- | ------------------ |
| 2015 | Нелегал           |               | «Бошки дымятся»  | Влад Козлов        |
| 2016 | Залетаю домой     |               |                  | Олексій Рожков     |
| 2017 | Дисконнект        | Кравц         | Sayonara Boy     | KOSMODROME         |
| 2017 | Рваные джинсы     |               | Sayonara Boy ろ  | Даніель Кім        |
| 2017 | Розовое вино      | Feduk         |                  | Аліна Пязок        |
| 2017 | Дэнсим            | «Чёрное кино» |                  | Arche Versace      |
| 2018 | Hey, Guys         |               |                  | Айсултан Сеітов    |
| 2018 | Минимал           |               | Sayonara Boy X   | Max Shishkin       |
| 2018 | Suzuki            |               | Sayonara Boy X   | Medet Shayakhmetov |
| 2018 | 360°              |               |                  | Max Shishkin       |
| 2018 | Гости из будущего | «Чёрное кино» |                  | Arche Versace      |
| 2018 | Aqua              | Sorta         |                  | Max Shishkin       |
| 2019 | California        |               | Sayonara Boy 143 | Max Shishkin       |

### Фільмографія
- 2018 — Ральф проти інтернету — Спамлі